# 各務鑛三
各務 鑛三（かがみ こうぞう、1896年3月3日 - 1985年12月3日）は、日本のガラス工芸家。カガミクリスタル創業者。日本藝術院賞受賞。岩田藤七と並び、ガラス工芸を美術品の領域まで高めた。

## 経歴
岐阜県土岐郡笠原町（現多治見市）出身。1913年、愛知県立瀬戸陶器学校（のちの愛知県立瀬戸工科高等学校）卒業。1914年、東京高等工業学校（のちの東京科学大学）附設工業教員養成所工業図案科選科修了。同期の芹沢銈介、1期下の濱田庄司とは生涯交友を持った。同年同校雇員、1917年、同校窯業科嘱託教員。平野耕輔の移籍に伴って、1920年、南満洲鉄道窯業試験所入所。1927年からドイツ・シュツットガルト美術工芸学校に留学し、ウィルヘルム・フォン・アイフ校長に師事。学生仲間のハンス・モデルとは生涯交友を持った。1929年に帰国後、1930年に独立し、滝野川に各務クリスタル工芸硝子研究所設立。1932年、13回帝展に初入選。1934年、西六郷に各務クリスタル製作所（のちのカガミクリスタル）を創設し、日本初のクリスタルガラス専門の一貫生産工場を整備。同年、15回帝展で特選を受賞。1937年、パリ万国博覧会銀賞受賞。1939年、ニューヨーク万国博覧会名誉賞受賞。1953年、芸術選奨文部大臣賞受賞。1958年、ブリュッセル万国博覧会グランプリ受賞。1960年、日本芸術院賞受賞。1962年、黄綬褒章受章。1966年、勲五等双光旭日章受章。1981年、紺綬褒章受章。

## 著書
- 『硝子の生長』七丈書院 1943年